# Escola Superior de Saúde de Portalegre

## História
Esta Escola Superior de Saúde teve o seu início como Escola de Enfermagem, em Portalgre, ao ser inaugurada em 12 de Novembro de 1972, pelo então Presidente da República, Almirante Américo de Deus Rodrigues Thomaz, sendo  Ministro das Obras Públicas o Engº. Rui Sanches, e  Ministro da Saúde e Assistência o Dr. Baltasar Rebello de Sousa.
A construção da Escola de Enfermagem de Portalegre obedeceu a programa elaborado pela extinta Comissão de Construções Hospitalares em colaboração com a Direcção-Geral dos Hospitais para formação de Auxiliares de Enfermagem, e foi prevista para uma frequência de 60 alunos dos dois sexos, com internamento para 40 alunas.
Na elaboração do projecto do empreendimento cujo custo foi de 10.900 contos, intervieram o arquitecto João de Barros Vasconcelos Esteves, e os engenheiros civil Fernando Girão Marques, electrotécnico António Joaquim Tavares de Aguiar e mecânico João Alexandre Cardoso Duarte Cerejo.
As obras de arte que valorizam esteticamente o edifício são da autoria dos escultores António Luís do Amaral Branco de Paiva - S. João de Deus

## Localização
No distrito e concelho de Portalegre, Portugal o edifício situa-se perto do hospital que, na altura ainda se encontrava em construção. Dispõe de um vasto logradouro e está integrado numa zona urbanizada.
O edifício, cuja área de implantação é de cerca de 1062m2, é constituído por três pavimentos com a área de construção de 2475m2 que, ao longo dos seus 36 anos de existência, tem sofrido diversas obras de adaptação, melhoria e ampliação de modo a permitir a sua adaptação à evolução e crescimento.

## Evolução e caracterização
Com a publicação da Portaria n.º 232/71,iniciou a sua actividade com a formação de Auxiliares de Enfermagem.
Em 1975 passa a leccionar o Curso Geral de Enfermagem.
A Portaria n.º 821/89 reconverte a Escola de Enfermagem em Escola Superior de Enfermagem de Portalegre.
Com a publicação do Decreto-Lei 480/88 de 23 de Setembro o Ensino de Enfermagem é integrado no Sistema Educativo Nacional ao nível do Ensino Superior Politécnico, entrando-se num período de transição que culminou com a integração no Instituto Politécnico de Portalegre, no ano de 2001.
Em 1990 passa a leccionar o Curso Superior de Enfermagem. Paralelamente, foi criado e leccionado na Escola em 1996, o Curso de Estudos Superiores Especializados em Enfermagem na Comunidade, com a opção em Saúde no Trabalho e a opção em Saúde do Idoso e  o Ano Complementar de Formação em Enfermagem (1999-2003).
Também em 1999 se dá início ao Curso de Licenciatura em Enfermagem e ao Curso de Complemento de Formação em Enfermagem que ainda se mantém.
A Escola Superior de Enfermagem de Portalegre é uma instituição de ensino superior, cuja finalidade principal é conferir formação científica, humana técnica e cultura, para o exercício de actividades profissionais, altamente qualificados, no âmbito da Enfermagem, bem como promover o desenvolvimento da região em que está inserida.
Para a prossecução dos seus objectivos compete-lhe:
- Formar profissionais altamente qualificados, no âmbito da Enfermagem, com preparação nos aspectos cultural, científico, pedagógico e técnico;
- Incentivar a formação humana, cultural, científica, pedagógica e técnica de todos os seus membros;
- Fomentar a realização de actividades de pesquisa e investigação;
- Possibilitar uma estreita ligação entre a Escola e a comunidade, mormente no que respeita à prestação de serviços e ao intercâmbio entre a Escola, Instituições de Saúde, de Ensino e outras;
- Estimular o desenvolvimento de projectos de formação e de actualização dos profissionais de enfermagem;
- Promover o intercâmbio cultural, científico e técnico com outras Instituições, quer públicas quer privadas, nacionais ou estrangeiras, que visem objectivos semelhantes, com vista a um mútuo enriquecimento.

A conversão em Escola Superior de Saúde foi feita no sentido de alargar a oferta a novas áreas no domínio da saúde.

## Cronologia Legal
- Portaria n.º 232/71, de 3 de maio de 1071: é criada, para funcionar em Portalegre, a Escola de Enfermagem de Portalegre, como serviço oficial do Ministério da Saúde e Assistência.
- Decreto-Lei n.º 480/88, de 23 de dezembro: Integração do ensino dos cursos de enfermagem no sistema educativo nacional.
- Portaria n.º 821/89, de 15 de setembro: Converte as escolas de enfermagem e fixa a rede das escolas superiores de enfermagem.
- Decreto-Lei n.º 99/2001, de 28 de março
- Portaria n.º 399/2005: Conversão da Escola Superior de Enfermagem em Escola Superior de Saúde.

## Órgãos de Gestão
- Assembleia de Representantes da Escola
- Conselho Directivo
- Conselho Científico
- Conselho Pedagógico

Os estatutos da Escola Superior de Saúde de Portalegre, prevêm uma participação activa de todos os elementos da comunidade escolar em diferentes órgãos. 
Pela integração no IPP, existe ainda um órgão representativo de toda a comunidade escolar das diversas escolas do instituto através da Assembleia de Representantes do Instituto Politécnico de Portalegre.
Os alunos apresentam-se ainda organizados e, com um papel activo, na Associação de Estudantes.